# Christian Binet
Christian Binet (Tulle, 20 marzo 1947) è un fumettista francese, uno dei più noti della sua generazione grazie alla creazione della serie Les Bidochon, fumetto umoristico molto noto in Francia tradotto in Italia negli anni '90 con il nome I Bigaroni.

## Biografia
Christian Binet, talento precoce, inizia la sua carriera nel mondo dell'illustrazione nel 1961, all'età di soli 14 anni, disegnando le prime vignette umoristiche per il periodico Humour magazine. Continua poi a collaborare saltuariamente per diverse riviste, sempre realizzando illustrazioni e vignette umoristiche. La svolta verso i l fumetto si ha tra la fine degli anni '60 e i primissimi anni '70, con la creazione della serie per ragazzi Poupon la peste pubblicata dall'editore di ispirazione cattolica Fleurus (da ricordare per aver introdotto le avventure di Tintin in Francia).

## Opere

### Serie a fumetti
- Poupon la peste (2 volumi)
- Kador (4 volumi)

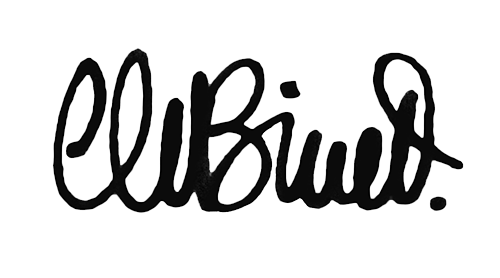

- Les Bidochon (20 volumi più 4 volumi extra)
- Monsieur le ministre (2 volumi)
- In italiano: I Bidochon salvano il pianeta, Q Press. http://www.qpress.it/20c.htm

## Premi e riconoscimenti
- 1970: Prix Nicolas Goujon
- 1978: Prix Alfred vinto nell'ambito del Festival international de la bande dessinée d'Angoulême
- 1982: Prix RTL de la bande dessinée
- 2001: Prix public du meilleur album (premio del pubblico come migliore album) per l'album 17 de Les Bidochon a Angoulême
- 2005: nominato Cavaliere dell'Ordre des Arts et des Lettres[2]